# Tholera nervosa
Tholera nervosa là một loài bướm đêm trong họ Noctuidae.